# Filip Arsenijević
Filip Arsenijević (in serbo Филип Арсенијевић?; Titovo Užice, 2 settembre 1983) è un ex calciatore serbo, di ruolo centrocampista.

## Carriera
Ha giocato nella massima serie dei campionati serbo, greco e kazako.

## Palmarès

### Club

#### Competizioni nazionali
- Campionato kazako: 1

Şaxter Qaraǧandy: 2012
- Coppa di Serbia: 1

Jagodina: 2012-2013